# Need for Speed: Edge
Need for Speed: Edge (с англ. — «Жажда скорости: Край»), в Китае известная под названием Need for Speed: Online — компьютерная игра серии Need for Speed в жанре аркадных автогонок, разрабатывается студией EA Spearhead и издаётся компаниями Nexon и Tencent для азиатского рынка. Финальный релиз состоялся в 2017 году.

## Разработка и выход игры
Первая новость об игре появилась 1 июля 2015 года. Первый тизер к Need for Speed: Edge был опубликован на YouTube 3 ноября того же года, после выхода Need for Speed. Графика в Edge основана на базе игрового движка Frostbite 3. Примечательно, что в первых видео об игре, опубликованных после анонса на выставке G-Star, разработчики заимствуют дизайн и особенности таких игр, как Need for Speed Rivals и Blur.
Зарегистрироваться на бета-тестирование игры можно было с 12 по 22 ноября 2015 года. С 26 по 29 ноября того же года прошло первое бета-тестирование только для Южной Кореи. Потом прошли ещё тестирования с 8 по 20 марта 2016 года и с 24 по 27 марта. 19 апреля состоялась презентация китайской версии игры. В данном регионе проект будет издаваться под названием Need for Speed: Online, а издателем выступит компания Tencent. На пройденной конференции, посвящённой игре, стали известны даты проведения первого закрытого бета-тестирования. Оно прошло с 26 апреля по 2 мая, а набор участников длился до 25 апреля. В августе прошло второе бета-тестирование, в котором стало доступно больше автомобилей и трасс. В январе 2017 года прошло третье, последнее бета-тестирование.

## Закрытие
Сервера игры были отключены 30 мая 2019 года для Южной Кореи. Китайская версия игры (Need for Speed 极品飞车 Online) была доступна через wegame Архивная копия от 2 декабря 2021 на Wayback Machine . Идет разработка Offline версии сервера для игры. Tencent официально прекратил работу «Need for Speed ONLINE» в материковом Китае 27 января 2022 года.